# Emperor's Day
Emperor's Day var Stefan Anderssons debutalbum 1992. Det låg på svenska albumlistan i 16 veckor och nådde som högst andraplatsen den 24 juni 1992.

## Låtlista
1. "Fire"
2. "Here Comes the Night"
3. "It's over now"
4. "Catch the Moon"
5. "Knock on Wood"
6. "Let's Take a Walk"
7. "Again"
8. "One of These Days"
9. "Another Me"
10. "Father"
11. "Emperor's Day"

## Medverkande[3]
- Magnus Törnqvist - Bakgrundssång
- Lasse Andersson - Bas, Gitarr, Keyboards, Mandolin, Bakgrundssång, Percussion, Producent
- Nicci Wallin - Trummor
- Per Lindvall - Trummor, Percussion
- Robert Wellerfors - Tekniker
- Glenn Fernblad - Flöjt (låt: 4)
- Staffan Astner - Gitarr
- Stefan Andersson - Gitarr, Sång, Musik, Text
- Mats Ronander - Munspel (låt: 6)
- Niklas Medin - Orgel, Piano, Synth
- Jonas Linell - Fotograf
- D2Design/Stockholm, Helen Sköld, Kent Nyberg - Skivomslag

## Listplaceringar
| Lista (1992) | Topplacering |
| ------------ | ------------ |
| Sverige      | 2            |